# Ratatat
Ratatat es un dúo de rock electrónico neoyorquino formado por el guitarrista Mike Stroud y el productor Evan Mast.

## Historia
Mike Stroud y Evan Mast se conocieron cuando cursaban estudios en el "Skidmore college", sin embargo no trabajaron
juntos hasta el año 2001 cuando grabaron "Cherry", tema que más tarde incluyeron en su álbum de debut homónimo. 
Dicho álbum fue escrito y grabado en el apartamento que posee Mast en Brooklyn, en un portátil powerbook. Se trata
de un disco completamente instrumental, exceptuando el principio y el final de algunas canciones.
La banda comenzó su carrera en el sello independiente Rex Recordings, con el que publicaron su primer sencillo "Seventeen Years"
Después firmaron con XL Recordings, publicando su álbum debut y el sencillo "Germany to Germany". Ratatat también ha realizado
versiones de otros grupos, como en el aclamado por la crítica Ratatat Mixtape Vol. 1 y más recientemente en el Ratatat Mixtape Vol.2.
"Lex" y "Wildcat" han sido refrendados internacionalmente como temas referentes en la música electrónica.

## Discografía

### Álbumes
- Ratatat (20-04-2004) XL Recordings
- Ratatat Mixtape Vol. 1 (2004), autoproducido
- Classics (22-08.2006) XL Recordings
- Ratatat Mixtape Vol. 2 (2007), autoproducido
- LP3 (2008), XL Recordings
- LP4 (2010), XL Recordings
- Magnifique (2015), XL Recordings

### Sencillos
- Seventeen Years (US Release) (2003) Rex Records
- Germany to Germany (04,10,2004) XL Recordings
- Wildcat (25,7,2006) 	XL Recordings
- Lex (30,8,2006 ) XL Recordings
- Loud Pipes (2007) XL Recordings
- Cream on chrome (2015)